# Forsby, Vichtis
Forsby (finska: Härkälä) är en by i Vichtis i det finländska landskapet Nyland. Byn har haft flera namn under 1500-talet och den svenska namnformen är sannolikt en översättning av byns före detta finska namn Koski.

## Historia
Den äldsta bosättningen i Forsby har funnits vid Forsbyådalen på norra sidan av ån. Byn har även haft ett eget kvarnställe. År 1649 bildades Forsby gård av två hemman i byn. År 1787 grundades Forsby sågverk, som var verksamt fram till 1850-talet, i byn. I början av 1800-talet var Forsby en av de största torparbyarna i Vichtis. Då hade byns fyra hemman tillsammans 22 torp, varav 16 tillhörde Forsby gården. Forsby fick sin första skola år 1891. Numera fungerar den gamla folkskolan som en festlokal.